# Wilhelm Metzger (Philosoph)
Wilhelm Metzger (* 6. Dezember 1879 in Schweinfurt; † 20. April 1916 in Würzburg) war ein deutscher Philosoph.

## Leben und Wirken
Wilhelm Metzger wurde als Sohn eines Gymnasialprofessors geboren. Er studierte ab 1898 Klassische Philologie und Germanistik an den Universitäten Würzburg, Berlin und München und schloss sein Studium 1901 bzw. 1903 mit der Prüfung für den höheren Schuldienst an der Universität München ab. Im Jahre 1904 promovierte er dort. Abgesehen von etlichen Auslandsreisen arbeitete Metzger im Schuldienst (1905 bis 1906 in Würzburg, 1907 in Fürstenwalde bei Berlin). Zwischenzeitlich hörte er Philosophie an der Universität Jena (1908) und Freiburg/Br. (1909 bis 1911) Im Jahre 1912 habilitierte er sich für das Fach Philosophie an der Universität Leipzig. Anschließend lehrte er dort als Privatdozent. Während des Ersten Weltkriegs war Metzger seit 1915 Soldat und zwar beim Landsturm. Er starb 1916 schwer verletzt in einem Lazarett in Würzburg.
In seinen Veröffentlichungen beschäftigte sich Metzger vor allem mit der Philosophie des deutschen Idealismus.
Er war Mitglied der Kant-Gesellschaft und der Leipziger Friedensgesellschaft.

## Schriften
- Logaus Sprache. Versuch einer systematischen Darstellung des Laut- und Formenstandes in Logaus Sinngedichten. Dissertation Universität München 1904 (Digitalisat, mit Lebenslauf).
- Schelling und die biologischen Grundprobleme. In: Archiv für die Geschichte der Naturwissenschaften und Technik, Bd. 2 (1909), ZDB-ID 526987-8, S. 159–182.

- Die Epochen der Schellingschen Philosophie von 1795 bis 1802. Ein problemgeschichtlicher Versuch. Winter, Heidelberg 1911 (Digitalisat).
- Untersuchungen zur Rechts- und Sittenlehre Kants und Fichtes. Mit einer Einleitung: Prolegomena zu einer Theorie und Geschichte der sozialen Werte. Winter, Heidelberg 1912, OCLC 1040248410 (= Habilitationsschrift Universität Leipzig).
- Hegel und die Gegenwart. In: Zeitschrift für Philosophie und philosophische Kritik, Bd. 150 (1912), ISSN 2570-4273, S. 91–108.
- Objektwert und Subjektwert. In: Logos. Zeitschrift für systematische Philosophie, Bd. 4 (1913), ZDB-ID 216057-2, S. 85–99.
- Geschichtsphilosophie und Soziologie. In: Vierteljahrsschrift für wissenschaftliche Philosophie und Soziologie, Bd. 40 (1916), H. 4, ISSN 2570-1789, S. 279–292 (Digitalisat).
- Gesellschaft, Recht und Staat in der Ethik des deutschen Idealismus. Aus dem Nachlass herausgegeben von Ernst Bergmann. Winter, Heidelberg 1917, DNB 361222912 (= Buchhandelsausgabe seiner Habilitationsschrift).